# Улрих III фон Нидау
Улрих III фон Нидау (на немски: Ulrich III. Graf von Nidau; † 1 август 1225) е граф на Нойенбург-Нидау в кантон Ньошател, Швейцария.
Той е син на граф Улрих II фон Нойенбург-Нидау († 1191/1192) и съпругата му Берта фон Гренчен († 1192). Брат е на Бертхолд фон Нойенбург († 13 юли 1220), епископ на Лозана (1212 – 1220), и граф Рудолф II фон Нойенбург († пр. 30 август 1196).
Улрих III и Берхтолд дават през 1214 г. градско право на Нойенбург и през 1218 г. разделят фамилната собственост. Улрих получава тази на немско говорещата част на десния бряг на езерото Нойенбург. Бертхолд получава лявата френско говореща част.
След смъртта на Улрих III синовете му през 1296 г. разделят територията на линиите „Нойенбург-Нидау“ (изчезва 1375), „Нойенбург-Щрасберг“ и „Аарберг“ („Аарберг-Аарберг“ и „Аарберг-Валангин“, изчезва 1517).

## Фамилия
Улрих III фон Нидау се жени за Гертруд фон Еберщайн († сл. 1201). Те имат децата:
- Берта фон Нойенбург-Нидау († сл. 1244), омъжена пр. 6 май 1219 г. за граф Луитолд V фон Регенсберг Стари († 4 януари 1250)
- Рудолф I фон Нойенбург-Нидау-Ерлах († 1/14 март 1258), граф, женен I. за Берта фон Гренчен († 1225/1226), II. сл. 1226 г. за Рихенца († 16 ноември /31 декември 1267); имат син и дъщеря
- Ото фон Нойенбург-Нидау († сл. 2 юли 1245)
- Бертхолд I фон Нойенбург-Щрасберг († 13 март 1273), господар на Щрасберг, Валангин, женен за Йохана де Гранге?; имат 5 деца
- дъщеря фон Нойенбург-Нидау († сл. 1262), омъжена за Конрад I фон Рьотелн († 4 април 1259/1261)
- дъщеря фон Нойенбург-Нидау, омъжена за граф Рудолф I фон Фалкенщайн († ок. 1250)

Улрих III фон Нидау се жени втори път 1202 г. графиня Йоланта фон Урах (* ок. 1180), дъщеря на граф Егино IV фон Урах, „Брадатия“ († 1230) и Агнес фон Церинген († 1239). Те имат децата:
- Гертруд фон Нойенбург-Нидау († 1260), омъжена за граф Дитхелм VII фон Тогенбург († 1235)
- Агнес фон Нойенбург-Нидау (* пр. 1201; † сл. 1283), омъжена за Пиер I де Грандзон († 29 декември 1257/15 юли 1259)
- Хайнрих фон Нойенбург († 13 септември 1274), епископ на Базел (1263 – 1274)
- Улрих I фон Нойенбург-Нидау († 12 октомври 1276 – 28 май 1278), господар на Аарберг, Арконциел, Иленс, Валангин, Щрасберг

Улрих III фон Нидау се жени трети път за Верена фон Нидау. Бракът е бездетен.